# Cherie Currie
Cherie Ann Currie (Encino, Los Ángeles, California, 30 de noviembre de 1959) es una cantante, músico, y actriz estadounidense. Currie es mayormente conocida por haber sido la vocalista de la banda de rock and roll, proto punk y punk rock furor en los '70 The Runaways, que estaba compuesta exclusivamente por chicas de edad adolescente.

## Biografía
Currie fue criada en la ciudad de Valle de San Fernando de Encino. Es hija de Don Currie y la actriz Marie Harmon. Su hermano es Don Currie Jr., banquero hipotecario y sus hermanas la actriz Sondra Currie y su gemela Marie Currie. Su hermano político (esposo de Sondra Currie) es el director/productor de cine y televisión Alan J. Levi.

## Carrera

### The Runaways
Todavía con 15 años, saltó a la fama internacional en 1975 como la cantante adolescente de la legendaria banda de rock The Runaways. La banda estaría compuesta entonces por Cherie y cuatro adolescentes más: Joan Jett, Lita Ford, Sandy West y Jackie Fox.
Las componentes de la banda revelaban un alto dominio de sus instrumentos, y pronto la industria las empezó a tomar en serio. Su éxito más conocido, fue en 1976, con "Cherry Bomb" que ha sido versionado por multitud de bandas, entre ellas, el grupo de riot grrrls Bratmobile, el trío pop-punk japonés Shonen Knife, y la siguiente banda de Joan Jett, The Blackhearts. "Cherry Bomb" apareció incluida en la banda de sonido de films tales como Dawn, Portrait of a Teenage Runaway, RV y Dazed and Confused.
The Runaways firmaron con Mercury Records en 1976 y su disco debut, The Runaways, se publicó poco después. La banda inició una gira americana con numerosos llenos y sold-outs. Actuaron teloneando a Cheap Trick, Tom Petty and The Heartbreakers, The Ramones, y Van Halen. En la película Edgeplay: A Film About The Runaways, se dice que cada uno de los miembros seguía el patrón de su ídolo particular: Currie seguía el modelo estilístico de David Bowie.
Su segundo álbum, "Queens of Noise", se publicó en 1977 y el grupo se embarcó en una gira mundial. Era el año de la gran explosión Punk inglesa, y The Runaways rápidamente se vieron integradas a tal movimiento. La banda, que ya se había labrado una alta reputación en la escena Punk americana de la costa oeste, se relacionó estrechamente con formaciones como Blondie, The Ramones y The Dead Boys, principalmente a través del mítico CBGB, el popular templo punk neoyorquino. Si hablamos de la escena punk inglesa, The Runaways se movían en el entorno de The Damned, Generation X y The Sex Pistols. Gracias a su febril ritmo de giras y actuaciones, se encontraron en la curiosa posición de estar en el ojo de huracán del Punk, justo cuando explotaba en dos países diferentes (Inglaterra y EE. UU.), lo cual ayudaría a cimentar el sitio que ocupan en la historia de este género musical.
En el verano de 1977 el grupo llegó a Japón para ofrecer una batería de conciertos a aforo completo. The Runaways fueron el tercer producto musical importado de más éxito en Japón, sólo aventajados por Led Zeppelin y Kiss. Las chicas no estaban preparadas para la avalancha de fanes que les esperaba en el aeropuerto. En Japón, The Runaways tenían su propio especial televisivo, hicieron numerosas apariciones en TV y publicaron un álbum en directo que rápidamente alcanzó el oro. Mientras se encontraban en el país nipón, la bajista Jackie Fox dejó el grupo antes de que fueran llamadas para tocar en el Tokyo Music Festival. Jett se ocupó temporalmente del bajo y, cuando el grupo volvió a casa, reclutaron a Vicki Blue, que contaba con tan sólo 17 años. Cherie Currie abandonó en este punto el grupo, y Jett, que había compartido las voces en ocasiones con Currie, se convirtió en la única vocalista.
Algunos motivos que hicieron que Currie tomara la decisión de abandonar la banda, fueron dados a conocer en el film Edgeplay: A Film About The Runaways. Allí se cuenta que los padres de Currie y West acusaron a Fowley y a otros, de usar tácticas manipuladoras para enfrentar al grupo y conservar su control sobre él, además de diversos abusos verbales y sexuales. En la película, Currie menciona un incidente en el que Fowley la habría sentado en una habitación de hotel y le dijo que "Iba a enseñarle la forma correcta de follar". Además Cherie sufría de adicción a las drogas, el cual fue el motivo por el que su carrera terminase de manera tan abrupta.
Luego de su separación, Cherie realizó un dueto junto a su hermana gemela Marie Currie, y editaron dos discos: "Young & Wild" y "Messin with the boys". Cherie grabó también su disco como solista: "Beauty's Only Skin Deep".
Más tarde Currie y Vicky Blue formaron "Currie Blue Band", sin éxito.

### Actuación
Comenzando su carrera como actriz, empezó a trabajar protagonizando películas como Foxes con Jodie Foster, "Parasite" con Demi Moore, "Wavelength" con Robert Carradine, "This is Spinal Tap", "Twilight Zone: The Movie", "Rosebud Beach Hotel", "Rich Girl" y también tuvo numerosas apariciones en series de TV.

### 1989- presente
Currie es coautora de "Neon Angel: La historia de Cherie Currie" (1989), donde relata su vida al estilo "rock and roll" en California en los años 70, su problema con el abuso de drogas y alcohol, y sus días en The Runaways. Ella trabajó en la actualización de su historia incluyendo sus 8 años de casada con el actor Robert Hays, la maternidad y sus relaciones actuales con Joan Jett, Lita Ford y los demás miembros de The Runaways.
En abril de 2004, Cherie, ahora una artista de motosierra, abrió su propia galería en Chatsworth, California.. En julio de 2005, entra en los concursos de artista de motosierra a lo largo de la costa de California y logra regularidad entre los lugares en el top 3.
El libro sirvió de base para la película "The Runaways" (2010) (que tuvo la producción ejecutiva de Joan Jett), protagonizada por Kristen Stewart, quien interpreta a Joan Jett; y Dakota Fanning, quien encarna a Cherie Currie. "The Runaways"  se centra en los primeros comienzos del grupo, y explora la relación entre Currie y Jett. Acerca de que Dakota Fanning la interpretase ella declaró:
"Yo no podría estar más feliz de ver a Dakota interpretarme".
En 2008 Currie contribuyó al libro de Carrie Borzillo-Vrenna, Cherry Bomb.
Currie fue vocalista invitada en el álbum de Shameless Beautiful Disaster (2013). El mismo año, Currie también lanzó sencillos con su excompañera de banda Lita Ford y con Glenn Danzig. 
Reverie, su último álbum de estudio, salió en el año 2015 con invitados como su hijo Jake Hayes, Lita Ford y el exgerente de Currie, Kim Fowley.

## Vida personal
Cherie se casó con el actor Robert Hays en los años 90 y tuvieron un hijo, Jake Hays. Actualmente se encuentran divorciados. En Edgeplay: A film about The Runaways, Currie admite haber tenido un romance con su excompañera en The Runaways, la cantante y guitarrista Joan Jett.

## Discografía

### Con The Runaways

#### Álbumes en estudio
- 1976 – The Runaways
- 1977 – Queens of Noise

#### Álbum en vivo
- 1977 – Live in Japan

### Solista

#### Álbumes en estudio
- 1978 – Beauty's Only Skin Deep
- 1980 – Messin' With The Boys (con Marie Currie)
- 1998 – Young and Wild (compilado, con Marie Currie)
- 2019 – The Motivator (Cherie Currie & Brie Darling)

## Filmografía
| Año       | Título                   | Personaje                    | Notas                   |
| --------- | ------------------------ | ---------------------------- | ----------------------- |
| 1980      | Zorras                   | Annie                        |                         |
| 1982      | Parasite                 | Dana                         |                         |
| 1983      | Twilight Zone: The Movie | Sara                         | Segmento #3             |
| 1983      | Wavelength               | Iris Longacre                |                         |
| 1984      | Murder, She Wrote        | Echo Cramer                  | TV Serie. (1 episodio)  |
| 1984      | The Rosebud Beach Hotel  | Singing Maid Cherie          |                         |
| 1990-1991 | Matlock                  | Renee Thorton / Betsy Rhodes | TV Serie. (3 episodios) |
| 1991      | Rich Girl                | Michelle                     |                         |
| 2013      | Almacén 13               | Ella misma                   | Runaway 4x16            |

- Datos: Q237497
- Multimedia: Cherie Currie / Q237497